# Blanca Félix
Blanca María Félix Castro (Angostura, Sinaloa, México; 25 de marzo de 1996) es una futbolista profesional mexicana que juega como portera del equipo Guadalajara Femenil. Fue campeona del torneo Apertura 2017 y del Clausura 2022 de la Liga MX Femenil.

## Biografía
Nació en Angostura Sinaloa, donde desde niña comenzó a jugar en equipos varoniles. Ante la falta de espacios, comenzó a practicar karate, disciplina en la que representó a Sinaloa en la Olimpiada Nacional. Regresó a la práctica del futbol al ingresar a la carrera de Educación Física en la Universidad Autónoma de Sinaloa, en donde se incorporó a la selección universitaria femenil. Con este equipo, participó  durante tres años en las olimpiadas estatales y regionales.

Con el anuncio de la creación de la Liga MX Femenil, a inicios del 2016 viajó a la ciudad de Guadalajara para realizar las visorías con el conjunto de Chivas. A pesar de no ser contemplada para la Copa de la Liga MX Femenil 2017 y peor aun ser registrada como tercera portera, Blanca lo tomo como un reto más, sabiendo que cuando llegara su oportunidad demostraría de lo que era capaz. 
"Si hay algo que me ha enseñado mi abuela es a tener paciencia. Todo llega cuando debe. Yo me decía: “tranquila, Blanca, que va a llegar la oportunidad y la vas a aprovechar”. Nadie me dijo que iba llegar para ser titular. Y se siente mejor cuando te lo ganas. Yo vengo de visorías donde nadie me conocía, ningún entrenador. Así me eligieron, así vine a pelear mi lugar y por ahora lo tengo. Se siente muy bien por todo el sacrificio, trabajo y dedicación." - En entrevista para AS Mexico
Debutó el domingo 3 de septiembre en el partido Chivas vs Santos, en el cual su buena actuación hizo que el Profesor Camacho le confiara el arco rojiblanco, el cual no dejaría. Bajo la portería de las Chivas, alcanzó con su club la gran final de la competencia, en donde se coronó campeona al derrotar al conjunto de Pachuca.
Su gran desempeño en la Liga MX Femenil la llevó a ser convocada a la Selección femenina de fútbol de México; desgraciadamente no quedó seleccionada en la lista final para el Torneo femenino de fútbol en los Juegos Centroamericanos y del Caribe de 2018 donde México se quedó con la medalla de oro y consiguiendo el bicampeonato, dado que en la edición de Veracruz 2014 también se habían alzado campeonas.

## Palmarés

### Campeonatos nacionales
| Título                             | Equipo      | País   | Año  |
| ---------------------------------- | ----------- | ------ | ---- |
| Primera División Femenil de México | Guadalajara | México | 2017 |
| Primera División Femenil de México | Guadalajara | México | 2022 |

## Estadísticas

### Clubes
| Club                                                                                            | Div | Temporada | Liga | Liga | Copa | Copa | Total | Total |
| Club                                                                                            | Div | Temporada | PJ   | MIN  | PJ   | MIN  | PJ    | MIN   |
| ----------------------------------------------------------------------------------------------- | --- | --------- | ---- | ---- | ---- | ---- | ----- | ----- |
| Club Deportivo Guadalajara Femenil                                                              | 1.ª | AP 2017   | 12   | 1080 | -    | -    | 12    | 1080  |
| Club Deportivo Guadalajara Femenil                                                              | 1.ª | CL 2018   | 12   | 1080 | -    | -    | 12    | 1080  |
| Club Deportivo Guadalajara Femenil                                                              | 1.ª | AP 2018   | 17   | 1530 | -    | -    | 17    | 1530  |
| Club Deportivo Guadalajara Femenil                                                              | 1.ª | CL 2019   | 15   | 1350 | -    | -    | 15    | 1530  |
| Club Deportivo Guadalajara Femenil                                                              | 1.ª | AP 2019   | 19   | 1710 | -    | -    | 19    | 1710  |
| Club Deportivo Guadalajara Femenil                                                              | 1.ª | CL 2020   | 10   | 900  | -    | -    | 10    | 900   |
| Club Deportivo Guadalajara Femenil                                                              | 1.ª | AP 2020   | 19   | 1679 | -    | -    | 19    | 1679  |
| Club Deportivo Guadalajara Femenil                                                              | 1.ª | CL 2021   | 16   | 1440 | -    | -    | 16    | 1440  |
| Club Deportivo Guadalajara Femenil                                                              | 1.ª | AP 2021   | 1    | 90   | -    | -    | 1     | 90    |
| Club Deportivo Guadalajara Femenil                                                              | 1.ª | CL 2022   | 16   | 1440 | -    | -    | 16    | 1440  |
| Nota* Se sigue jugando el Torneo Clausura 2022 (Liga MX Femenil) Datos actualizados al 21/05/22 |     |           |      |      |      |      |       |       |